# Mammillaria magallanii
Mammillaria magallanii là một loài thực vật có hoa trong họ Cactaceae. Loài này được Schmoll ex R.T. Craig mô tả khoa học đầu tiên năm 1945.

## Hình ảnh

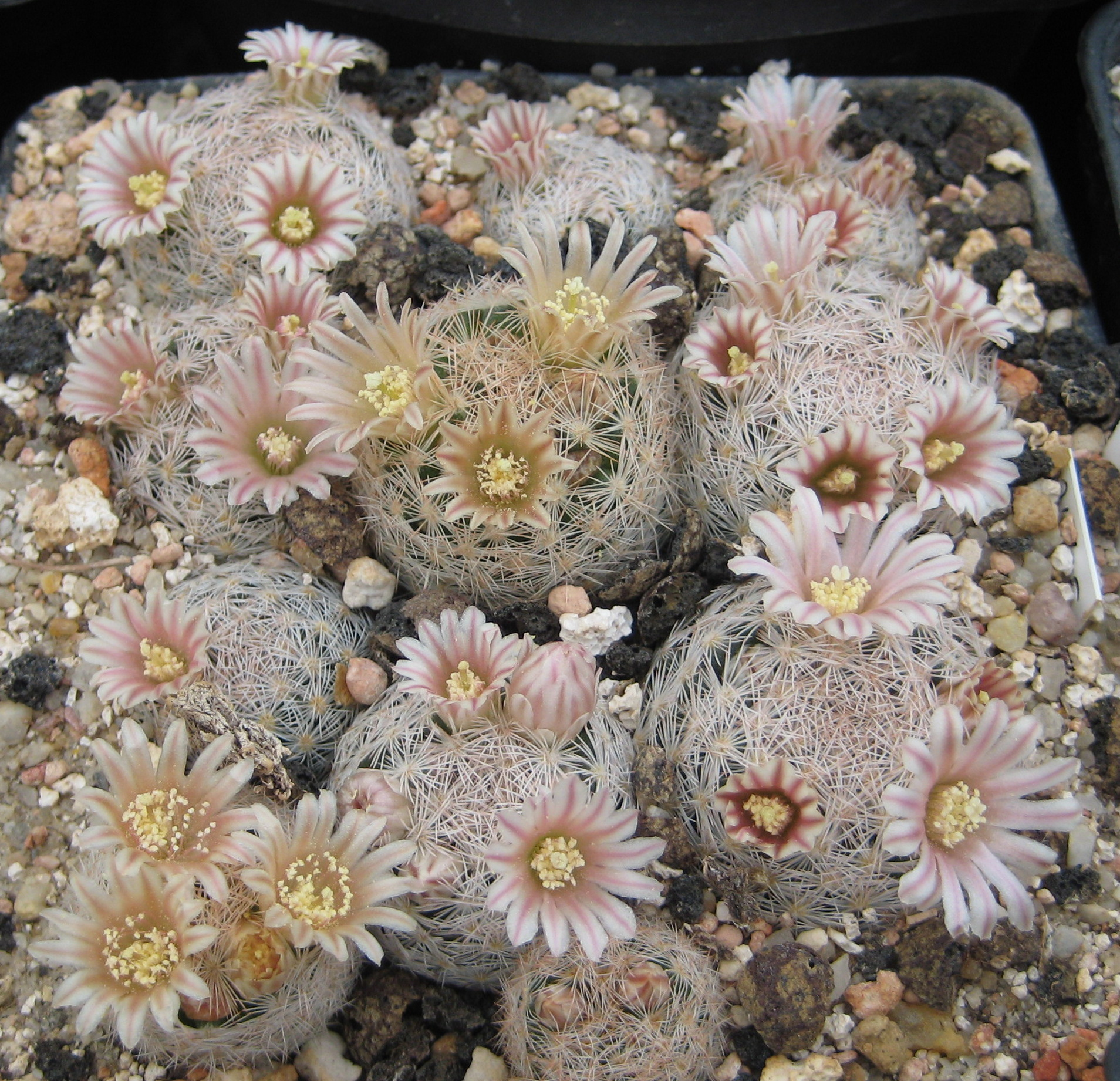